# V koutku srdce
V koutku srdce (v anglickém originálu A Bluebird in My Heart) je filmové drama s prvky thrilleru ve francouzsko-belgické koprodukci z roku 2018, režírované debutujícím Jérémiem Guezem. Předlohou se stala kniha The Dishwasher od Dannieho M. Martina.
Příběh vypráví komplikovaný start propuštěného vězně do nové životní etapy. Hlavní role ztvárnili Roland Møller jako Danny a Lola Le Lann, v úloze dívky vyrůstající bez otce. Premiéra snímku proběhla v březnu 2018.
Dannyho postava byla v Guezeově scénáři zpracována jako obtížně čitelný charakter. Pod uzavřenou povrchní fasádou, málo odkrývající emoce, se v hloubi odehrávaly skryté pochody osobnosti, které se občas na povrchu projevily citlivostí či brutalitou. V tomto smyslu se jednalo o metaforu k básni Charlese Bukowského „A Bluebird“, o modrém ptáčkovi, který dlí uzavřen v srdci nešťastného muže. Dánský herec Møller pro ztvárnění role využil vlastní zkušenost z vězení.

## Děj
Málomluvný Danny je na podmínku propuštěn z vězení, kam ho dostaly trable s výbušnou povahou. Život na svobodě začíná v zapadlém motelu, spravovaném svobodnou matkou Laurence. Její pubertální dcera Clara postrádá uvězněného otce. Kvůli elektronickému vězeňskému náramku se Danny smí volně pohybovat jen přes den. Majitelce začíná za úplatu pomáhat s údržbou motelu. Postupně se sbližuje s přidrzlou Clarou, jíž v dozrávání chybí otcovská autorita. Tu zčásti nahrazuje Danny, který se ujímá mytí nádobí v čínské restauraci.
Přestože usiluje o klidný život, nové problémy přicházejí, když na parkovišti před motelem nalézá Claru znásilněnou jejím kamarádem, pracujícím jako drogový dealer. Traumatizované dívce poskytuje pomoc a na její přání informaci před Laurence nejprve zatají. Věci nabírají rychlý spád, když se dealer objevuje v čínské restauraci. Danny neváhá, vydává se za ním na parkoviště, kde ho v autě omráčí. Odjíždí odklidit auto i s útočníkem. Na vrakovišti vůz zapaluje za skrytého šmírování bezdomovce.
Vraždu začíná vyšetřovat policie a ztrátu drog, které byly v autě, místní mafiáni. Od bezdomovce získávají popis Dannyho. Po vzájemném kontaktu vymahači požadují uhrazení ztráty. Situace se komplikuje, když se v motelu objevují kriminalisté pátrající po vrahovi. Laurence dceři sděluje, že se k nim otec z vězení již nevrátí pro nový vztah. Danny odhaluje majitelce pravdu o znásilnění Clary a dalším vývoji. Za pomoci vedoucí čínské restaurace Nadii, s níž navázal sexuální poměr, utíká pryč začít nový život.

## Obsazení
| Roland Møller     | Danny      |
| Lola Le Lann      | Clara      |
| Veerle Baetensová | Laurence   |
| Lubna Azabalová   | Nadia      |
| Steven Struyven   | bezdomovec |